# A Plague Tale: Requiem
A Plague Tale: Requiem est un jeu vidéo d'action-aventure et d'infiltration édité par Focus Entertainment et développé par Asobo Studio à Bordeaux, sorti le 18 octobre 2022 sur Windows, PlayStation 5 et Xbox Series, ainsi que Nintendo Switch via le cloud.
Suite du jeu A Plague Tale: Innocence sorti en 2019, l'intrigue suit une jeune femme et son frère cadet qui fuient la peste noire, dans le royaume de France du XIVe siècle.
Le jeu raconte la suite des aventures d'Amicia et de son frère Hugo, porteur d'une malédiction en lien avec la peste noire, dans le royaume de France du XIVe siècle et en pleine Guerre de Cent Ans,. Ils sont accompagnés par leur ami Lucas, ainsi que par leur mère Beatrice,.
L'action prend place quelques mois après les évènements du premier opus, l'histoire est désormais située dans le sud de la France, dans des villes fictives ou réinterprétées de Provence et sur l'île fictive de La Cuna.

## Résumé
L'histoire est découpée en 17 chapitres.

### Sous un nouveau soleil
Après les évènements du premier jeu, Amicia de Rune, son petit frère Hugo, leur mère Béatrice et le jeune alchimiste Lucas ont quitté la Guyenne, laissant derrière eux l’Inquisition, la Guerre de Cent Ans toujours en cours et les rats. Nous les retrouvons six mois plus tard, en juin 1349 et dans le comté de Provence, alors qu’ils retrouvent un semblant de vie. Après s’être amusés dans la campagne avec Lucas, Amicia et Hugo pénètrent dans un château en ruines, qui a été réaménagé en ferme apicole. D’autres personnes y sont entrées par effraction peu de temps auparavant pour voler du miel et de la nourriture, attirant sur eux la fureur des apiculteurs locaux, prêts à tuer pour protéger leur labeur. La confrontation a fait plusieurs morts et blessés des deux côtés, et déclenché des incendies qui ont ravagé une grande partie des ruches et des champs de fleurs. Fous de rage, les apiculteurs traquent les pillards survivants, et pensent qu’Amicia et Hugo font partie de la bande. Ces derniers sont obligés de fuir et se cacher, jusqu’à se retrouver acculés. Pour sauver sa grande sœur, Hugo fait appel aux rats, avant de perdre connaissance. Quand il revient à lui, il est sur la route avec Amicia, Béatrice et Lucas.
Depuis plusieurs jours, Hugo rêve d’une île avec deux montagnes en forme de dents, où se trouvent un phénix, un arbre immense et une source capable de le soigner de la Macula qui le lie aux rats et le ronge petit à petit. Il en a parlé à sa famille, mais elle ne peut guère exploiter les informations issues d’un rêve. Béatrice a décidé d’aller à la Ville Rouge pour y consulter Vaudin, un éminent magister de l’Ordre des Alchimistes qui sera capable de soigner Hugo.
La charrette des de Rune est soudainement arrêtée par un groupe de fermiers, qui sont à la recherche d’une fille et d’un garçon. Ils sont de la famille des apiculteurs rencontrés plus tôt par Amicia et Hugo. Ce dernier, caché à la va-vite, est découvert et reconnu. Amicia est tirée hors de la charrette alors que les de Rune essayent de s’enfuir. Elle doit traverser les champs voisins alors que les fermiers ratissent la zone pour la tuer. Retrouvant les restes de la charrette, qui a fait une sortie de route un peu plus loin, Amicia récupère sa fronde et est contrainte de s’en servir pour éliminer une partie des agresseurs. Sa famille s’est réfugiée un peu plus loin, et Amicia les rejoint juste à temps pour empêcher sa mère de se faire égorger. Ayant été à nouveau forcée de tuer, Amicia est rattrapée par un traumatisme qui la ronge depuis qu’elle a affronté les soldats de l’Inquisition.

### Nouveaux arrivants
La Ville Rouge (inspirée d'Arles, Carcassonne, Nîmes et Marseille[réf. nécessaire]) débordante de vie séduit rapidement Hugo, qui peut à nouveau se changer les idées. Amicia et Lucas partent à la recherche du Magister Vaudin, et apprennent qu’il réside sous un faux nom dans les quartiers pauvres de la cité, installés dans la gigantesque arène datant de l'Antiquité. Cette dernière étant interdite d’accès sur ordre du Comte de Provence, Amicia et Lucas y entrent par effraction et découvrent que la zone est pleine de cadavres infectés par la Morsure, la maladie transmise par les rats. Ces derniers sont également présents dans les quartiers pauvres, dévorant ceux qui ne peuvent pas leur échapper. L’endroit est également ratissé par de mystérieux mercenaires utilisant le même équipement que les soldats de l’armée de Provence. Ils cherchent aussi Vaudin pour lui soutirer des informations, même s’ils pensent que c’est un médecin et non un alchimiste. Amicia et Lucas l’atteignent en premier et le convainc de venir voir le Porteur de la Macula. Il se montre particulièrement dédaigneux envers Amicia, qu’il appelle Protectrice, un titre donné par l’Ordre des Alchimistes au garde du corps du Porteur. Dans le laboratoire de Vaudin, Amicia aperçoit une céramique antique représentant une île ressemblant à celle qui apparait dans les rêves d’Hugo...

### Un fardeau de sang
Dans la nouvelle maison des de Rune, Amicia est mise à l’écart pendant que Vaudin examine Hugo avec Béatrice et Lucas. Le garçon souffre énormément des traitements infligés par l’Alchimiste. Ce dernier demande qu’on lui apporte de la belladone pour continuer. Amicia se résigne à aller en chercher, accompagnée de Lucas à qui elle demande de se renseigner discrètement auprès de Vaudin sur l’île représentée dans son laboratoire. Se dirigeant vers la sortie de la Ville Rouge pour aller voir un herboriste habitant dans les faubourgs, ils voient leur route bloquée par l’armée de Provence, qui interdit l’accès à certains quartiers. En contournant le barrage, ils découvrent des rats et de nouvelles victimes de la Morsure, ainsi que des soldats de l’armée de Provence se livrant à une purge aveugle. Les malades et les survivants doivent rester chez eux... sous peine d’être aussitôt exécutés. Prise pour cible, Amicia est obligée de se défendre. Une conversation révèle que le massacre est sous la supervision d’un capitaine de l’armée de Provence surnommé la Bête. Une fois de l’autre côté des remparts de la Ville Rouge, Amicia et Lucas découvrent la même situation dans les faubourgs, que les soldats commencent à piller sans vergogne. Ils assistent impuissants à la mort de l’herboriste qu’ils cherchaient, mais se rendent tout de même chez lui pour essayer de trouver la belladone. Ils réussissent mais finissent encerclés. Voulant à tout prix ramener la belladone pour son frère et scandalisée par ce qu’elle a vu en ville et dans les faubourgs, Amicia entre dans une rage incontrôlable et massacre un grand nombre de soldats avec sa fronde, jusqu’à être interrompue par la Bête en personne qui la maitrise aisément avec son armure lourde.
Amicia et Lucas sont enfermés dans la prison du château de la Ville Rouge en attendant leur exécution. D’abord révolté par ce qu’a fait Amicia, Lucas l'aide à se calmer quand elle lui explique son traumatisme qui lui donne des pulsions meurtrières. Ils parviennent ensuite à échapper à la Bête, à s’évader du château et à retourner chez eux avec la belladone. Mais ils redoutent les jours à venir : les rats sont de plus en plus nombreux, et s’ils craignent toujours autant la lumière du soleil et le feu, ils apprennent petit à petit comment contourner les torches et les brasiers en se regroupant en vagues monstrueuses pour étouffer les flammes ou en creusant le sol pour attaquer par en-dessous...

### Devoir d’une Protectrice
Hugo souffre de plus en plus des traitements du Magister Vaudin, qui n’arrive pas à le soigner. Il déclare que le garçon va atteindre le dernier seuil de la Macula, ce qui va entrainer sa mort. Pour lui, la seule chose à faire est de l’amener à Marseille, où l’Ordre des Alchimistes possède des installations spéciales pour l’accueillir. Amicia refuse d’abandonner Hugo à son sort, et parle à tout le monde de l’île que son frère voit dans ses rêves et où se trouverait quelque chose capable de le guérir. Île qui existerait d’après ce qu’elle a vu dans le laboratoire de Vaudin et appris de Lucas. Mais ses protestations ne changent rien. Vaudin prévoit de partir pour Marseille avec l’aide d’un certain Joseph, dont le bateau est amarré au port de la Ville Rouge. Amicia et Lucas partent le prévenir à contrecœur. La cité étant sous couvre-feu la nuit, ils évitent soigneusement de se faire repérer. En chemin, ils découvrent que les soldats de l’armée de Provence transportent de grandes quantités de poix hors de la ville pour incinérer les corps des victimes des rats. Quand ils atteignent Joseph, ils assistent avec effroi à l’effondrement d’un mur du château de la Ville Rouge : les rats sont désormais suffisamment nombreux pour attaquer la cité entière. Amicia revient aussi vite que possible à la maison des de Rune, tandis que d’énormes vagues de rongeurs engloutissent tout sur leur passage. Lorsqu’elle arrive à destination, elle trouve Hugo en pleine crise et une partie du domicile s’écroule, emportant Vaudin dans le vide. La jeune fille parvient à calmer son frère juste à temps, calmant le flot de rats qui se retire. La famille de Rune traverse ensuite les ruines de la Ville Rouge où errent des survivants désespérés pour rejoindre Lucas et Joseph.

### Dans notre sillage
Alors que le bateau de Joseph descend un long fleuve où flottent de nombreux cadavres d’habitants de la Ville Rouge, Amicia se dispute avec sa mère Béatrice pour ne pas avoir empêché Vaudin de faire souffrir Hugo et pour toujours vouloir aller à Marseille après tout ce qui s’est passé. Le bateau est soudainement pris en chasse par les mêmes mercenaires rencontrés par Amicia et Lucas dans l’arène de la Ville Rouge. Désireux de se venger de ce qui s’est passé là-bas, ils sont accompagnés de leur chef, Arnaud, surnommé la Muraille. Amicia utilise une arbalète montée sur une tourelle pour protéger Joseph des archers qui se postent le long du fleuve. Mais une flèche atteint le capitaine à la gorge, et des mercenaires accrochent le bateau avec des grappins pour le tirer sur la berge. Amicia continue de défendre l’embarcation arbalète à la main, jusqu’à ce qu’Arnaud vienne à sa rencontre avec son armure. Elle commence par le fuir puis lui fait face quand il menace de s’en prendre aux personnes restées sur le bateau. Elle ne peut cependant pas lutter contre un adversaire si bien protégé et entrainé. Arnaud lui donne un coup sur le crâne avec le pommeau de son épée, la faisant saigner abondamment, et s’apprête à l’achever. En voyant sa sœur en danger, Hugo fait appel aux rats, mettant Arnaud en fuite. L’apparition des rongeurs détache les grappins qui maintenaient le bateau de Joseph, qui part à la dérive avec Béatrice et Lucas à bord. Alors que la mère demande à ses enfants de se dépêcher de la rejoindre, ces derniers restent sur la berge, ayant décidé d’aller chercher l’île qu’Hugo voit dans ses rêves pour le soigner de la Macula.

### Tout laisser derrière
Alors qu’ils traversent une forêt, Amicia et Hugo rencontrent des pèlerins en route vers Rome pour le jubilé. Le chef du camp, Perreux, a des cartes de la Méditerranée qui pourraient aider les deux voyageurs. Mais avant qu’il puisse les montrer, la Bête de l’armée de Provence débarque avec ses hommes et commence à interroger les pèlerins sur les fugitifs qu’ils recherchent. Refusant de livrer un enfant aussi jeune qu’Hugo, Perreux l’aide lui et sa sœur à quitter le camp pour rejoindre la mer. Ils sont néanmoins repérés, et doivent fuir les soldats en traversant une carrière puis une teinturerie. Dans la cour d’un bâtiment, ils se retrouvent piégés avec la Bête, qu’Amicia parvient à terrasser. La jeune fille est cependant de plus en plus mal à cause de sa blessure à la tête, et s’effondre dans un canyon alors que les soldats les encerclent. Hugo, qui parvient à contrôler de plus en plus de rats, les envoie dévorer les agresseurs jusqu’à l’épuisement. Amicia le prend dans ses bras et utilise ses dernières forces pour le mettre à l’abri alors que tout s’effondre autour d’eux. Elle est sauvée à son tour et de façon inattendue par le mercenaire Arnaud.

### Criminels
Arnaud explique qu’il était chevalier dans l’armée de Provence, qu’il a fini par quitter après s’être senti trahi par le Comte de Provence. Il a été imité par d’autres soldats, avec lesquels il a formé une compagnie de mercenaires. Le Comte a ordonné de les traquer et a déjà fait tuer plusieurs de ses camarades, lui donnant une raison supplémentaire de le haïr. Ses hommes étaient dans l’arène de la Ville Rouge pour trouver un moyen d'éliminer le Comte, et ils en ont été empêchés par Amicia et Lucas. Arnaud les a poursuivis pour leur faire payer, mais a changé d’avis après ce qui s’est passé au bord du fleuve. Il veut désormais voyager aux côtés d’Amicia et Hugo, et les aider à trouver l’île qu’ils recherchent. Il connait justement une contrebandière navigatrice qui a une dette envers lui, elle pourra leur faire traverser la mer. En retour, il demande que les rats soient utilisés pour sa vengeance, sans donner plus de détails. Hugo se prend de sympathie pour Arnaud, et Amicia accepte sa présence tout en restant très méfiante.
La contrebandière, Sophia, est devenue amie avec Arnaud quand il a refusé de la tuer après en avoir reçu l’ordre à l’époque où il était dans l’armée régulière. Elle accepte d’aider Amicia et Hugo, et avec son bateau, la Rascasse, les conduit jusqu’à l’île qu’ils recherchent désespérément, qui existe bel et bien.

### Une mer de promesses
La Cuna (Le Berceau en espagnol, inspirée des îles au large de l’Italie et de la Grèce) charme autant Amicia et Hugo que la Ville Rouge. Tandis qu’ils explorent la grande ville côtière qui les accueille, ils sont introduits au culte païen de l’Enfant des Braises, qui a une grande importance pour les habitants de l’île. Il célèbre les enfants du monde entier, et est très suivi par les couples attendant un enfant et les femmes infertiles. Ils assistent même à des festivités données en l’honneur de cette divinité, les Jours Radieux. Le Comte de Provence en personne, Victor d’Arles, est présent à la fête. En l’apercevant, Arnaud essaye d’amener Hugo à l’écart, et Amicia apprend que le mercenaire a passé en secret un marché avec son frère : en échange de l’aide qu’il a apporté, Hugo doit tuer Victor d’Arles en faisant appel aux rats. Mais le garçon est désormais réticent et Amicia est scandalisée qu’Arnaud envisage de faire d'un enfant l'assassin du gouverneur local. La dispute attire d’attention du Comte, que le mercenaire se résout à attaquer seul. Considérés comme ses complices, Amicia et Hugo fuient les gardes de la ville puis reviennent neutraliser Arnaud afin de permettre son arrestation. Ils expliquent ensuite leur situation au Comte, qui décide pour les remercier de l’avoir aidé de les accueillir dans le palais qu’il possède sur La Cuna. Amicia et Hugo rencontrent également Émilie d’Arles, la Comtesse de Provence, qui est aux petits soins avec eux.

### Contes et révélations
Le lendemain, Amicia et Hugo partent explorer davantage La Cuna en compagnie de Sophia pour trouver des éléments que le garçon a vu dans ses rêves : le phénix, l’arbre géant et la source miraculeuse. Leur escapade les conduit jusqu’au sanctuaire de La Cuna, installé dans les montagnes jumelles de l’île, où a lieu une cérémonie privée dédiée à l’Enfant des Braises, supervisée par le Comte et la Comtesse en personne. Le trio se mêle aux cultistes invités en se déguisant, et découvrent que le sanctuaire est en fait un bâtiment de l’Ordre des Alchimistes datant de l’Antiquité. Les céramiques, supposées représenter l’Enfant des Braises dont le culte attend le retour avec impatience, représentent en réalité le premier Porteur de la Macula, à l’origine de la Peste de Justinien. Le trio abandonne discrètement les cultistes pour explorer d’autres salles du sanctuaire, et découvre un bassin où baigne un arbre gigantesque. Mais son eau stagnante n’a aucune propriété curative. De plus, d’autres céramiques révèlent que le phénix est un symbole représentant l’Ordre des Alchimistes depuis l’Antiquité. Hugo est terriblement déçu que ses rêves n’aient mené à rien et soient autant lié aux Alchimistes, qu’il déteste depuis qu’il a été maltraité par Vaudin. L’exploration révèle aussi que le premier Porteur de la Macula, Basilius, a résidé une partie de sa vie dans ce sanctuaire avec sa fidèle Protectrice, Ælia Dragas. Mais les Alchimistes surveillaient le garçon et faisaient des expériences sur lui, ce qui frustre davantage Hugo. Des parchemins apprennent au trio qu’un jour, Ælia a été séparée de Basilius et amenée ailleurs sur La Cuna, dans une chapelle. Leurs recherches sont interrompues par l’arrivée du Comte et de la Comtesse, qui viennent se baigner dans le bassin d’eau croupie. Ils apprennent en les écoutant que la Comtesse ne peut plus avoir d’enfant, mais qu’ils ont une foi inébranlable envers l’Enfant des Braises. Ils quittent les lieux discrètement, en se demandant comment réagiraient les habitants de La Cuna s’ils apprenaient que leur culte entier est basé sur une mauvaise interprétation de ruines antiques.

### Ligne de sang
Amicia, Hugo et Sophia découvrent les ruines d’une antique ville côtière avec une chapelle à l’écart des habitations actuelles de La Cuna, où Ælia Dragas a été amenée loin du Porteur de la Macula. L’endroit se révèle être le terrain de chasse d’un groupe d’esclavagistes dirigé par un certain Milo, qui agit avec l’approbation du Comte et de la Comtesse de Provence. Milo et ses hommes ont attaché des esclaves dans toute la zone et les font se vider de leur sang, créant une piste sanglante qui attire les rats sur l’île de La Cuna, et avec eux l’Enfant des Braises auxquels ils sont liés d’après plusieurs céramiques antiques. Mais Milo prévoit de trahir le Comte et la Comtesse pour exploiter la puissance de l’enfant divin pour son propre compte. Amicia, Hugo et Sophia sont dégoûtés par ce qu’ils voient et entendent, et progressent aussi discrètement que possible jusqu’à atteindre la chapelle de la ville antique, qui a servi de prison à Ælia. Elle est cependant parvenue à s’évader pour retrouver le Porteur. En sortant, ils sont attaqués par Milo, qui reconnait Hugo comme étant l’Enfant des Braises tant attendu et essaye de le convaincre de venir avec lui. Sophia profite de son inattention pour le poignarder mortellement. Les esclavagistes accourent aussitôt pour venger leur chef. Amicia les repousse avec ses armes et son alchimie, mais Hugo, de plus en plus dégoûté par la noirceur dont peuvent faire preuve les humains, déchaîne les rats sur les ennemis, détruisant une partie du village antique et entrainant le déferlement prématuré des rongeurs sur le reste de La Cuna. Amicia parvient à le calmer et Sophia leur fait la leçon à tous les deux, reprochant à la sœur d’avoir des tendances violentes et suicidaires qui influencent son frère et à Hugo de ne pas obéir à sa sœur. Malgré leur comportement et leurs liens avec les rats qui ont causé des ravages dans le pays, elle refuse de les abandonner, s’étant attaché à eux.

### Le Berceau des Siècles
Alors que la nuit tombe et que les rats ont envahi la campagne de La Cuna, Amicia, Hugo et Sophia découvrent l’entrée d’un tunnel menant à une gigantesque prison souterraine. Prison construite par l’Ordre des Alchimistes pour y retenir Basilius quand il a atteint le dernier seuil de la Macula. Dans les coursives, ils tombent sur les squelettes des gardes de l’Ordre et d’Ælia, qui s’est battue jusqu’à son dernier souffle pour essayer de rejoindre Basilius. Le corps de ce dernier est encore là, pétrifié après avoir cédé à la Macula et entouré de rats, qui se reproduisent dans des poches gluantes fixées aux murs. Le trio comprend qu’il est mort seul loin de sa Protectrice, et que son trépas a entrainé un déferlement de rats sur le monde et la Peste de Justinien. Amicia est persuadée que si Ælia n’avait pas été mise à l’écart et si elle était parvenue à rejoindre Basilius avant que la Macula l’achève, les choses se seraient passées différemment. Hugo cède une nouvelle fois à la colère, maudissant les Alchimistes, mais Amicia parvient encore à le calmer, ce qui n’est pas du goût des rats qui hantent la prison. Ils pourchassent le trio qui regagne la surface.

### La vie que nous méritons
Amicia et Hugo prennent la décision de quitter La Cuna et de s’isoler du reste du monde pour empêcher la prolifération des rats, se jurant de rester ensemble quoiqu’il arrive. Alors qu’ils se dirigent vers le port, un soldat vient les informer que leur mère Béatrice se trouve au palais du Comte de Provence. Ils décident d’aller la voir pendant que Sophia prépare le départ. Ils découvrent que ce qui reste de la population de La Cuna court se réfugier dans le palais, désormais entouré de torches, de brasiers et de chariots de feu grégeois, récupérés dans les ruines antiques et réparés par l’armée de Provence. Tout ce feu tient les rats à l’écart pour le moment, le temps de rassembler tous les survivants et de préparer l’évacuation de l’île. Après les retrouvailles avec Béatrice et Lucas, Amicia et Hugo racontent ce qu’ils ont appris sur Basilius et Ælia, et parlent de leur projet de s’isoler loin de tout. Béatrice approuve et mentionne une petite maison possédée par les de Rune dans les montagnes. Alors que tout semble prêt pour le départ, un autre soldat vient chercher Amicia sur ordre du Comte de Provence, qui veut s’entretenir avec elle. Dès qu’ils sont à l’abri des regards, Victor d’Arles dégaine son épée longue, tente de porter un coup à Amicia et la pousse dans des escaliers, lui déboitant le bras droit. Il n’a pas l’intention de laisser les de Rune quitter La Cuna : Émilie a décidé de faire d’Hugo son nouveau fils, et pour cela, sa véritable famille doit disparaître. Il révèle également qu’il a inventé l’histoire de l’Enfant des Braises de toutes pièces pour redonner espoir à son épouse, qui a été rendue folle par ses parents et a tenté de mettre fin à ses jours en s'empoisonnant, abîmant son corps au point de ne plus pouvoir avoir d’enfant. C’est la ferveur d’Émilie envers cet enfant divin qui a créé et propagé le culte païen qui guide la vie des habitants de La Cuna. Blessée et incapable de manier sa fronde, Amicia fuit le Comte jusqu’à un amphithéâtre antique juxtaposé au palais, où des cultistes, des soldats et Lucas sous bonne garde sont rassemblés devant Émilie et Béatrice attachée à un poteau pour une cérémonie sacrificielle. Amicia s'empare de l'épée du Comte, mais doit la tenir de la main gauche à cause de sa blessure qui la fait terriblement souffrir, et son inexpérience au maniement d’une telle arme empire davantage sa situation. Victor utilise l’épée courte d’un garde pour l’humilier et la taillader, mais la Comtesse l’empêche de l’achever, voulant commencer par mettre à mort Béatrice. Hugo, réveillé par un cauchemar, arrive dans l’amphithéâtre quelques instants après qu’Émilie ait égorgé sa mère avec un couteau. Le garçon appelle aussitôt un flot de rats qui détruit l’endroit et dévore la majorité des personnes présentes, dont Émilie qui voit en lui l’Enfant des Braises tant attendu et le supplie de l’épargner. Le Comte, qui fait partie des survivants, part mettre son peuple à l’abri des rats en jurant que les derniers de Rune ne quitteront pas son île. Le sol de l’amphithéâtre s’effondre ensuite, entrainant Amicia, Hugo et Lucas sous terre.

### Plus rien
La dernière utilisation des pouvoirs d’Hugo a plongé ce dernier dans un état catatonique, il regarde dans le vide et ne dit plus rien. Lucas essaye de le faire émerger, en vain, et soulage une partie des blessures d’Amicia en remettant son bras déboité en place. Le trio explore le sous-sol de La Cuna et y découvre une immense caverne pleine de poches de reproduction de rats, qui dégagent en éclatant une étrange fumée capable d’étouffer les flammes. Lucas reconnait en elle la Nébula dont parlent les textes des Alchimistes ayant étudié la Macula. Si elle est produite en quantité suffisante, elle pourrait cacher la lumière du soleil et permettre aux rats de se déplacer le jour. Hugo sort de sa torpeur en déclarant qu’il doit rester ici, mais Amicia refuse de l’abandonner et le ramène à la raison, entrainant une nouvelle course-poursuite avec les rongeurs qui veulent qu’il cède à la Macula.
À l’extérieur, La Cuna est méconnaissable à cause de la multiplication des rats. Le paysage est ravagé et une partie de la ville côtière s’est effondrée dans la mer. Malgré la situation apocalyptique, des soldats sont à la recherche d’Hugo et Amicia, le Comte de Provence ayant présenté à tous le garçon comme l’Enfant des Braises et la fille comme une Profanatrice qui pervertit l’enfant. Des conversations apprennent au trio que le Comte est toujours au palais pour enterrer sa femme, et qu’il a ordonné l’exécution du mercenaire Arnaud. Hugo insiste pour aller le sauver, malgré les réticences d’Amicia. Le trio gagne tant bien que mal ce qui reste du port de La Cuna, où une potence pour Arnaud a été érigée. Amicia et Lucas affrontent les ennemis présents, dont les plus redoutables soldats de l’armée de Provence en armure lourde, et Hugo s’occupe des renforts en faisant appel aux rats. Le trio embarque ensuite avec un Arnaud reconnaissant sur le bateau de Sophia, qui a attendu leur retour.

### Soigner nos plaies
En pleine mer, alors que chacun essaye de récupérer des derniers évènements, la Rascasse est prise en chasse et rapidement rattrapée par un navire de guerre de l’armée de Provence, avec à son bord un Comte qui ne compte pas les laisser s’échapper. Lors de l’abordage, Sophia et Lucas passent par-dessus bord, laissant Amicia et Arnaud seuls pour affronter les soldats qui grimpent à bord. Lorsqu’Hugo se met à découvert, Amicia essaye de le mettre à l’abri, mais elle est stoppée dans sa course par un archer qui lui tire une flèche dans l'abdomen. Alors qu’elle s’effondre, Victor d’Arles monte sur le bateau de Sophia et assomme Hugo, qui essaye en vain d’appeler les rats en pleine mer. Il n’a cependant pas l’intention de le tuer pour se venger de ce qui s’est passé sur La Cuna : si l’Enfant des Braises n’existe pas, Hugo est bien un enfant avec des pouvoirs extraordinaires, qu’il compte élever en souvenir d’Émilie et utiliser pour ravager le monde actuel, qu’il considère corrompu par la guerre. Arnaud jette Amicia à la mer et fait de même pour échapper aux archers qui essayent de les achever.

### Soleil agonisant
Amicia reprend ses esprits sur une plage non loin de Marseille, Arnaud ayant pansé sa blessure au ventre. Il la rassure sur le sort de Lucas et Sophia, partis chercher des chevaux. Lorsqu’ils s’approchent de l’épave de la Rascasse, ils découvrent leurs amis attachés à un chariot de feu grégeois, entouré par le Comte de Provence et ses soldats. Arnaud le provoque en duel pour le forcer à avouer où il a amené Hugo. Victor se coiffe d’un heaume et charge ses hommes de tuer Amicia. Arnaud se bat comme un lion, voulant faire payer au Comte ce qu’il a fait à sa compagnie de mercenaires et la mort de son fils, tué à la guerre alors qu’il était dans l’armée régulière de Provence en même temps que son père. C’est la raison pour laquelle il en est parti, et s’est attaché au fil du temps à Amicia et Hugo pour combler le vide laissé par son fils. Au milieu du combat, une explosion retentit à Marseille et un énorme nuage de Nébula recouvre les environs. Amicia et Arnaud comprennent qu’Hugo se trouve là-bas et qu’il a cédé à la Macula, croyant qu’Amicia est morte. L’affrontement continu malgré la situation, et si Amicia terrasse tous ses agresseurs, Arnaud est mortellement transpercé par l’épée du Comte. Mais avant de s’effondrer, le mercenaire retire le casque de Victor et le jette au loin, le rendant vulnérable à la fronde d’Amicia qui le tue d’une pierre dans la tête.
Amicia et Sophia rendent un dernier hommage à Arnaud, puis montent à bord du chariot avec Lucas direction Marseille. Sur la route, ils croisent des habitants fuyant aussi loin que possible, disant que la ville est perdue. Les portes de la cité ont été barricadées, et des grondements inquiétants se font entendre derrière les remparts. Ce sont en fait des vagues de rats qui essayent de fracasser les murs pour sortir. Plusieurs cèdent alors que le trio cherche un moyen d’entrer dans la ville. Amicia utilise le feu grégeois pour tenir les rongeurs à distance jusqu’à ce que Sophia perde le contrôle du chariot. 

### Roi Hugo
Quand ils pénètrent dans Marseille, le trio trouve uniquement des ruines et des vagues de rongeurs sortant sans discontinu d’un brouillard où trône un nid de rats gigantesque et difforme. Devinant qu’Hugo est là-bas, Amicia s’y rend avec Lucas, Sophia s’étant blessée sur le chemin. Dans le brouillard, Amicia a plusieurs hallucinations remettant en cause tout ce qu’elle a traversé ces derniers jours, et retrouve l'esprit d'Hugo avec qui elle a une tragique discussion : le garçon a causé la mort de centaines de personnes et sera toujours un danger pour tout ce qu’il entoure, même ce qu’il aime, encore plus maintenant qu’il a cédé à la Macula. Toutes les pistes pour le sauver ont été explorées, aucune n’est viable, même l’isolement dans les montagnes n'est pas une option durable. Il n’y a qu’une solution pour arrêter la Macula, la Morsure et les rats : la mort d’Hugo. Quand Amicia reprend ses esprits en larmes, Lucas est à ses côtés devant le nid de rats géant, crachant des rongeurs toujours plus nombreux et auquel est attaché Hugo agonissant.
Le joueur a deux solutions à ce moment-là : armer la fronde et envoyer une ultime pierre sur Hugo ou ne rien faire. S’il attend trop longtemps, Amicia s’effondre de désespoir, et Lucas lui épargne le geste fatidique en mettant lui-même un terme aux souffrances du garçon avec un carreau d’arbalète.

### L’Héritage des de Rune
Un an plus tard, en juin 1350, on retrouve Amicia dans les montagnes du sud de la France, qui quitte le chalet familial des de Rune pour prendre la mer avec Sophia. Elle a l’intention de parcourir le monde à la recherche d’indices sur le prochain Porteur de la Macula. Lucas est parti sur les routes, pour une raison dépendant de la façon dont Hugo est mort. Avant de quitter les montagnes, Amicia se rend sur la tombe d’Hugo érigée dans une vallée où nichent désormais des aigles, pour lui rendre un dernier hommage et récupérer le collier de la famille de Rune qu’il portait toujours avec lui.
Après le générique de fin se lance une scène post-crédit à l’époque contemporaine, dans un hôpital où se trouve un enfant branché sur un respirateur artificiel. Enfant qui se révèle infecté par la Macula...

## Historicité
- Le Comte de Provence, qui pourchasse la contrebandière Sophia et la famille de Rune, s'appelle Victor d'Arles. En 1349, et ce depuis 1246, la Provence est une terre de la maison d'Anjou issue de Charles, frère de Saint Louis. À l'époque du jeu, le comte de Provence est donc en réalité Jeanne, reine de Naples et de Jérusalem.
- Le surcot des soldats de Provence présente les armes de l'Aragon, particularité qui rappelle les liens dynastiques entre ce royaume et la Provence au milieu du XIIe s.
- La contrebandière et pirate Sophia, qui a passé une partie de sa vie dans un couvent, semble faire référence à Sainte Sophie, principale église de Constantinople. En 1349, l'Empire Byzantin avait été récemment restauré par les empereurs Paléologue ; en outre, cette femme pirate est inspirée de la geste de Jeanne de Belleville, dont les actes de brigandage furent très exagérés au XIXe s.
- Le jeu montre plusieurs outils de navigation récents au XIVe s. comme la boussole ou calamite, invention chinoise en circulation en Méditerranée depuis le XIIe s., et la carte-portulan montrant le découpé des côtes.
- Arnaud, dit La Muraille, préfigure les anciens soldats qui formeront les futures grandes compagnies de mercenaires du Moyen-Âge : à l'image de plusieurs compagnons de Jeanne d'Arc, il se donne un surnom (La Hire pour Étienne de Vignolles notamment) et voyage pour combattre sur les points chauds de la géopolitique médiévale : duché de Guyenne, Castille, Bourgogne...
- Malgré la survivance de pratiques païennes à visée apotropaïque dans les campagnes (fées, sources et arbres sacrés), que dénonce violemment l'Église dans les sermons et les pénitentiels, la mise en place d'un culte non-chrétien en Méditerranée du nord comme celui sur l'île de La Cuna paraît cependant très improbable.
- La Peste de Justinien est, dans le jeu, à l'origine de l'hérésie de La Cuna : au VIe siècle, un enfant porteur de la Prima Macula, Basilius, se serait réfugié sur l'île avec l'ordre des Alchimistes et sa Protectrice, Ælia Dragas, pour y trouver un remède - fondant temple et cité alentours. Cette installation fut l'objet d'un mythe pour les habitants locaux et, a fortiori, d'un culte hérétique (l'Enfant des Braises et le phénix).

## Distribution
Doublage français (VF) :
- Amicia De Rune : Léopoldine Serre
- Hugo De Rune : Cécile Gatto
- Lucas : Tom Trouffier
- Béatrice De Rune : Barbara Tissier
- Arnaud : Serge Biavan
- Sophia : Alice Taurand
- Le Comte Victor d'Arles : Lionel Tua
- La Comtesse Émilie d'Arles : Julie Cavanna
- Vaudin : Bernard Bollet
- Joseph, La Bête : Patrice Baudrier
- Milo : Augustin Jacob
- Perreux : Benjamin Lhommas
- Tonin : Céline Melloul
- Villageois : Bigflo et Oli, Fred Colas, Jean-François Cros, Simon Herlin, Augustin Jacob, Benjamin Lhommas, Jean Rieffel, Jean-Rémi Tichit
- Villageoises, Enfants : Karl-Line Heller, Charlotte Hennequin, Céline Melloul
- Bandits : Patrice Baudrier, Bernard Bollet, Benjamin Lhommas, Jean Rieffel, Jean-Rémi Tichit
- Soldats :  Patrice Baudrier, Bigflo et Oli, Fred Colas, Jean-François Cros, Simon Herlin, Augustin Jacob, Jean-Rémi Tichit
- Esclaves : Fred Colas, Jean-François Cros

 /  Doublage anglais (VO) :
- Amicia : Charlotte McBurney[7]
- Hugo : Logan Hannan[7]
- Lucas : Kit Connor[7]
- Beatrice : Lucy Briggs-Owen[7].

## Développement
Le développement du jeu débute rapidement après la sortie de son prédécesseur. Bien qu'initialement une suite n'ait pas été annoncée, des rumeurs circulent rapidement sur un deuxième opus qui serait d'ores et déjà en développement. Le jeu est donc développé pendant trois ans par l'équipe d'Asobo Studio qui compte désormais plus de 250 membres, mais seulement une partie de l'équipe se concentre sur A Plague Tale: Requiem, la majeure partie de l'équipe travaillant sur Microsoft Flight Simulator. Le studio dispose aussi de sa propre division de motion-capture et de son propre moteur graphique. Ce nouvel opus conserve la même équipe créative que le précédent : même scénariste, mêmes réalisateurs et même compositeur.
Avec une intrigue basée dans le sud-est de la France, les environnements du jeu sont directement inspirés par des spécificités de la région, dont les carrières d'ocre du Colorado provençal, à Rustrel.

### Annonce
À la suite de rumeurs datant de 2019 concernant le développement d'une suite à A Plague Tale: Innocence, le jeu est annoncé le 13 juin 2021 lors de la conférence Xbox de l'E3 avec une bande-annonce d'une minute trente,,. Une nouvelle bande-annonce est diffusée en décembre 2021, lors de la cérémonie The Game Awards 2021. Lors de l'édition 2022 du Summer Game Fest, plus précisément durant le Tribeca Games Showcase un making-of du jeu est dévoilé ; celui-ci révèle de nouvelles images du jeu ainsi que de courtes séquences de gameplay et les coulisses de la conception du jeu.

## Sortie
D'après une indiscrétion initiale, le jeu aurait dû sortir au mois de juin 2022 mais seule finalement la présentation d'une démo de 40 minutes est présentée à cette date au festival de Tribeca,.
Le jeu est ensuite proposé en précommande à partir du 23 juin 2022 avec une sortie annoncée pour le 18 octobre 2022.

## Réception

### Accueil critique
A Plague Tale: Requiem reçoit un accueil critique « généralement favorable », l'agrégateur Metacritic lui donnant entre 82 et 85/100 selon la plate-forme,,.
Il est souvent cité comme point négatif une réalisation technique limitée sur les consoles next-gen et un gameplay daté. Néanmoins la qualité d'écriture des personnages et de l'histoire, l'attention portée aux décors et à l'ambition du titre font pencher la balance et emporte l'adhésion de la presse.
Du côté des joueurs, le jeux emporte 89 % de critiques positives sur Steam une semaine après sa sortie. Beaucoup reprennent les mêmes points que la presse pour le justifier, ainsi que la capacité du jeu à générer une forte émotion notamment dans son dernier segment.

### Distinctions
En mars 2023, A Plague Tale: Requiem remporte les Pégases de l'excellence visuelle, de l'excellence narrative et du meilleur univers sonore, ainsi que le prix du public. Le compositeur de la bande-son du jeu Olivier Derivière y remporte le prix d'honneur.